# Lunéville
Lunéville (em alemão: Lünenstadt) é uma comuna da região francesa do Grande Leste, no departamento de Meurthe-et-Moselle, tendo uma população de 20087 habitantes. A cidade situa-se nas margens do rio Meurthe.

## Galeria

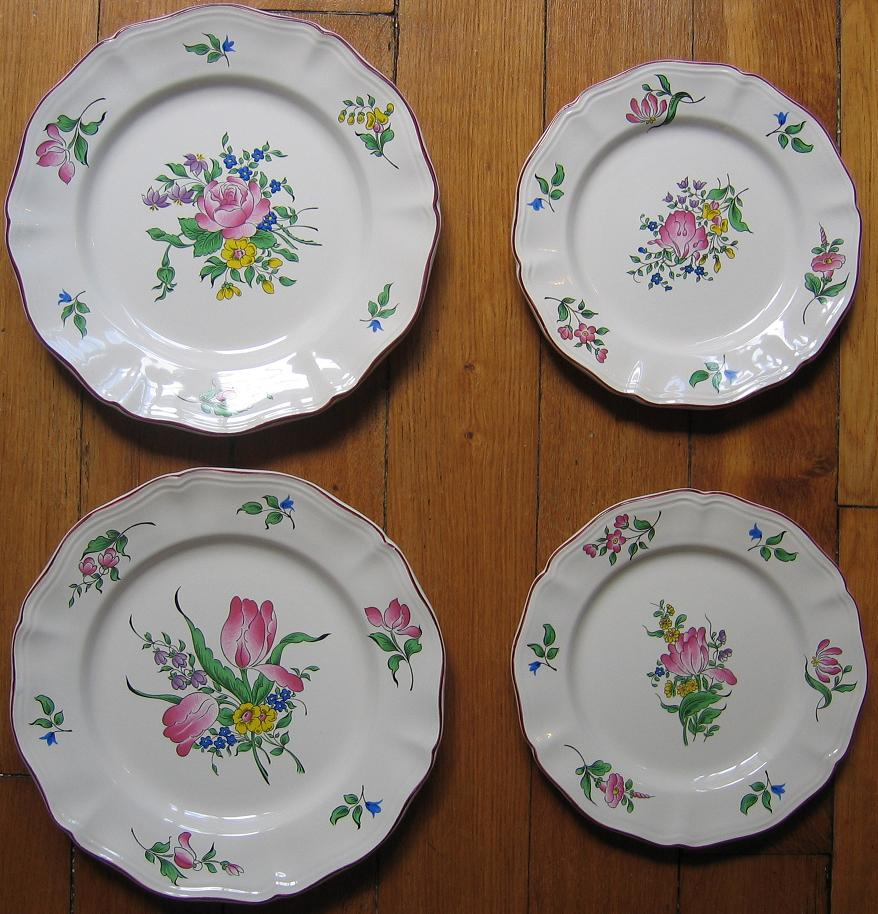
Cerâmica de Lunéville
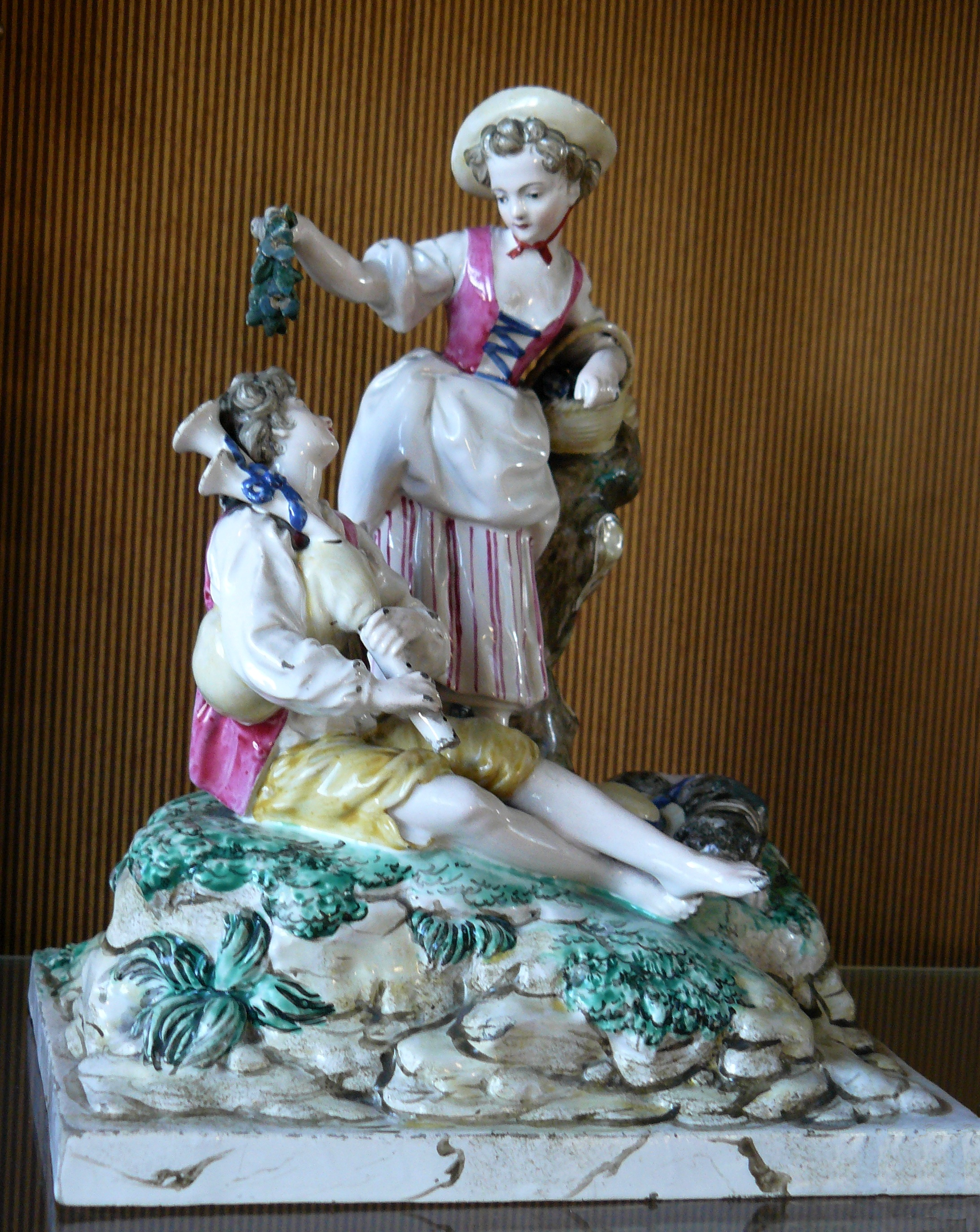
Figuras em cerâmica Lunéville (c. 1770) (Museu Nacional de Cerâmica de Sèvres - Inv n° MNC 3756)
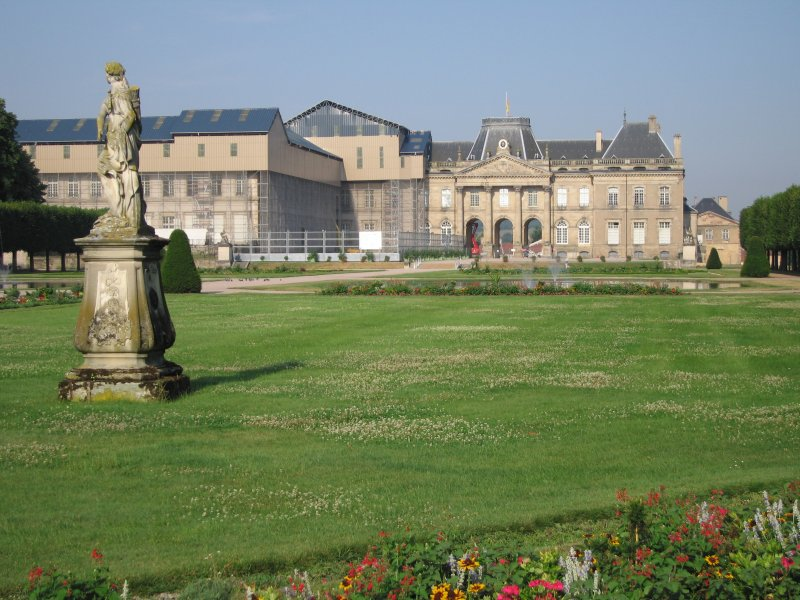
Castelo ou chateau de Lunéville, erigido por ordem de Leopoldo I, duque da Lorena, entre 1703 e 1720